# Sigillo di Treviso

Stemma della Provincia di Treviso

Il sigillo di Treviso, di forma talora rotonda, talora ovale, rappresenta una città turrita e riporta le scritte Tarvisium e Monti, musoni, ponto, dominorque Naoni. Il verso leonino rimanda agli antichi confini della Marca Trevigiana, ovvero le Prealpi Bellunesi, il fiume Muson, il mare della Laguna Veneta e il fiume Noncello.
Il sigillo cittadino è citato per la prima volta in due rubriche, la CXXXII e la CCXIII, aggiunte tra il 1209 e il 1210 nella redazione del 1207 degli Statuti del Libero Comune voluta dal podestà Almerico Dodone. 
La prima descrizione è invece contenuta in alcune pergamene del 1330.
Il sigillo, trasformato con gravi alterazioni in stemma per decreto imperiale austriaco nel 1825, fu utilizzato dal Comune fino al 1941 e, con ulteriori variazioni, legalmente adottato nel 1938 come stemma della Provincia di Treviso.
A Giovanni Netto si deve la riscoperta, in una lettera del 1801 conservata nell'Archivio Storico Comunale, di un'impronta in ceralacca di un sigillo utilizzato dalla Provvederia trevigiana durante la prima dominazione austriaca corrispondente alla descrizione trecentesca. Il relativo tipario è stato quindi ricavato dallo scultore A. Gasparini.
Il sigillo stato altresì adottato come marchio dalla Cassa di Risparmio della Marca Trevigiana e quindi dalla Fondazione Cassamarca.